# Chiền chiện miền tây
Chiền chiện miền tây (danh pháp hai phần: Sturnella neglecta) là một loại chim khổ trung bình thuộc Bộ Sẻ, rất giống chiền chiện miền đông.
Chim lớn có phần lông phía dưới màu vàng, có một hình chữ "V" đen trên ức và cánh trắng có sọc đen. Phần phía trên hầu như màu nâu nhưng cũng có sọc đen. Loài chim này có mỏ dài nhọn và đầu chúng có sọc đen và nâu lợt.
Nơi sinh sản của chúng là bãi cỏ, đồng cỏ, thảo nguyên, và những cánh đồng hoang có thể được tìm thấy khắp miền tây và miền trung Bắc Mỹ đến México. Khu vực sinh sống của chúng chồng lên khu vực của loài chiền chiện miền đông là loài thích rau cỏ khô hơn và mỏng hơn; hai loài chim này thường không phối giống mà chống nhau để bảo vệ lãnh thổ của mình. Tổ của chúng thường được làm trên mặt đất và có mái phía trên đan bằng cỏ khô. Có thể có hơn một chim mái đẻ trứng trong lãnh thổ của một chim trống. Tổ của chúng đôi khi bị các hoạt động cắt cỏ của con người làm vỡ tan cùng với trứng và chim con.
Chiền chiện miền tây sẽ giao phối với chiền chiện miền đông tại những vùng lãnh thổ của hai loài chồng lên nhau mặc dù chim con của chúng sau này không có khả năng sinh sản.
Chiền chiện miền tây là chim sống thường trực trong suốt phần nhiều phạm vi của chúng. Chim miền bắc có thể di cư về phần phạm vi miền nam của chúng; có một số cũng di cư về phía đông của miền nam Hoa Kỳ.
Chiền chiện miền tây tìm thức ăn trên mặt đất hoặc cây cỏ thấp đến cây cỏ vừa. Chúng đôi khi tìm thức ăn bằng mỏ của chúng. Chúng ăn chủ yếu là côn trùng mặc dù chúng vẫn ăn hột cây cỏ. Trong mùa đông chúng thường đi ăn thành đàn.
Chúng hót như tiếng sáo và líu lo. Giọng hót của chúng tương phản với tiếng hót đơn giản như tiếng còi của loài chiền chiện miền đông.
Đây là chim biểu tượng tiểu bang của Kansas, Montana, Nebraska, Bắc Dakota, Oregon và Wyoming.